# Павлова Раїса Сергіївна
Раїса Сергіївна Павлова (? — ?) — українська радянська діячка, новатор виробництва, начальник цеху широкого вжитку Ворошиловградського (Луганського) заводу імені Пархоменка Ворошиловградської (Луганської) області. Депутат Верховної Ради УРСР 4-го скликання.

## Біографія
На 1950-ті роки — начальник цеху широкого вжитку Ворошиловградського (Луганського) заводу імені Пархоменка Ворошиловградської (Луганської) області.

## Нагороди
- ордени
- медалі